# 德蘇軸心談判

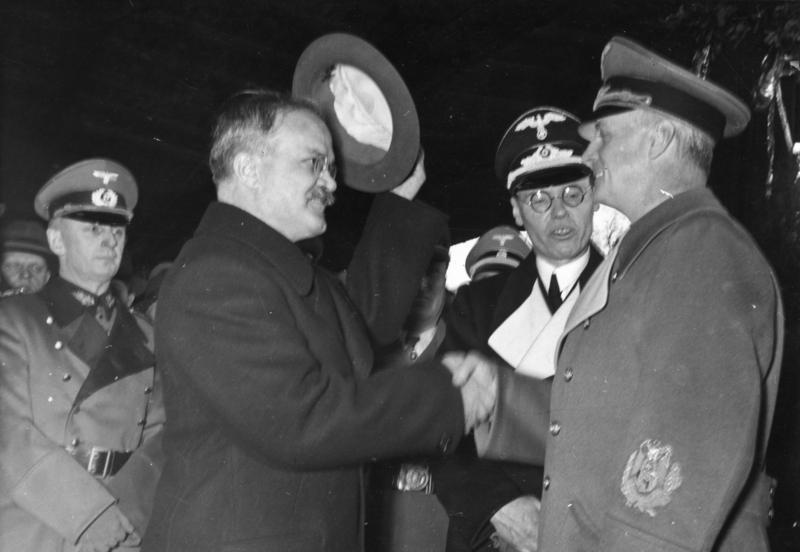
1940年11月，里賓特洛甫於柏林歡迎莫洛托夫的到來。

在蘇聯外長莫洛托夫、希特勒以及德國外長里賓特洛甫經過兩天談判後簽署了《德蘇互不侵犯條約》的後一年，德蘇兩國曾就蘇聯作為第4個軸心國的可能性進行協商。
1940年11月12至14日，在兩天的協商後，德國給了蘇聯畫有四個軸心國（德、日、蘇）的勢力劃分草圖，在協商的途中，希特勒、莫洛托夫以及里賓特洛甫就德國與蘇聯的勢力範圍進行交涉：希特勒鼓勵蘇聯向南邊的印度以及伊朗發展，以便留給德國取得芬蘭資源的通路，希特勒還希望蘇聯將其勢力退出巴爾幹半島 ；然而莫洛托夫不願輕而答應，畢竟蘇聯一直希望在地中海擁有自己的溫水港且不希望德國將部隊留在芬蘭。
整個協商進行得並不順利。由於蘇聯預期德國的戰事會持續很久，所以當德國聲明英國會很快地被打敗，蘇聯對此事抱持著懷疑的態度。另外，史達林希望能夠保有對保加利亞以及南斯拉夫的影響力。上述等因素皆導致莫洛托夫在談判中持保守的態度。1940年11月25日，蘇聯方面向德國提交了由史達林起草的回覆，在回覆中，史達林在德國願意承認蘇聯在保加利亞以及伊拉克以及伊朗的影響力的條件下願意成為第四個軸心國。 
不過德國並未回覆， 只留下了沒有結果的談判。對於史達林的回覆，希特勒向他的軍事首長表示道：「史達林要求越來越多的東西」「他是位冷血的敲詐者」以及「德國的勝利對於俄羅斯來說是不可容忍的，因此我們必須讓她盡快向我們俯首稱臣」。德國於是在1941年打破了莫洛托夫—里賓特洛甫條約並向蘇聯入侵，蘇聯成為第四個軸心國之事再無被討論的可能。

## 背景

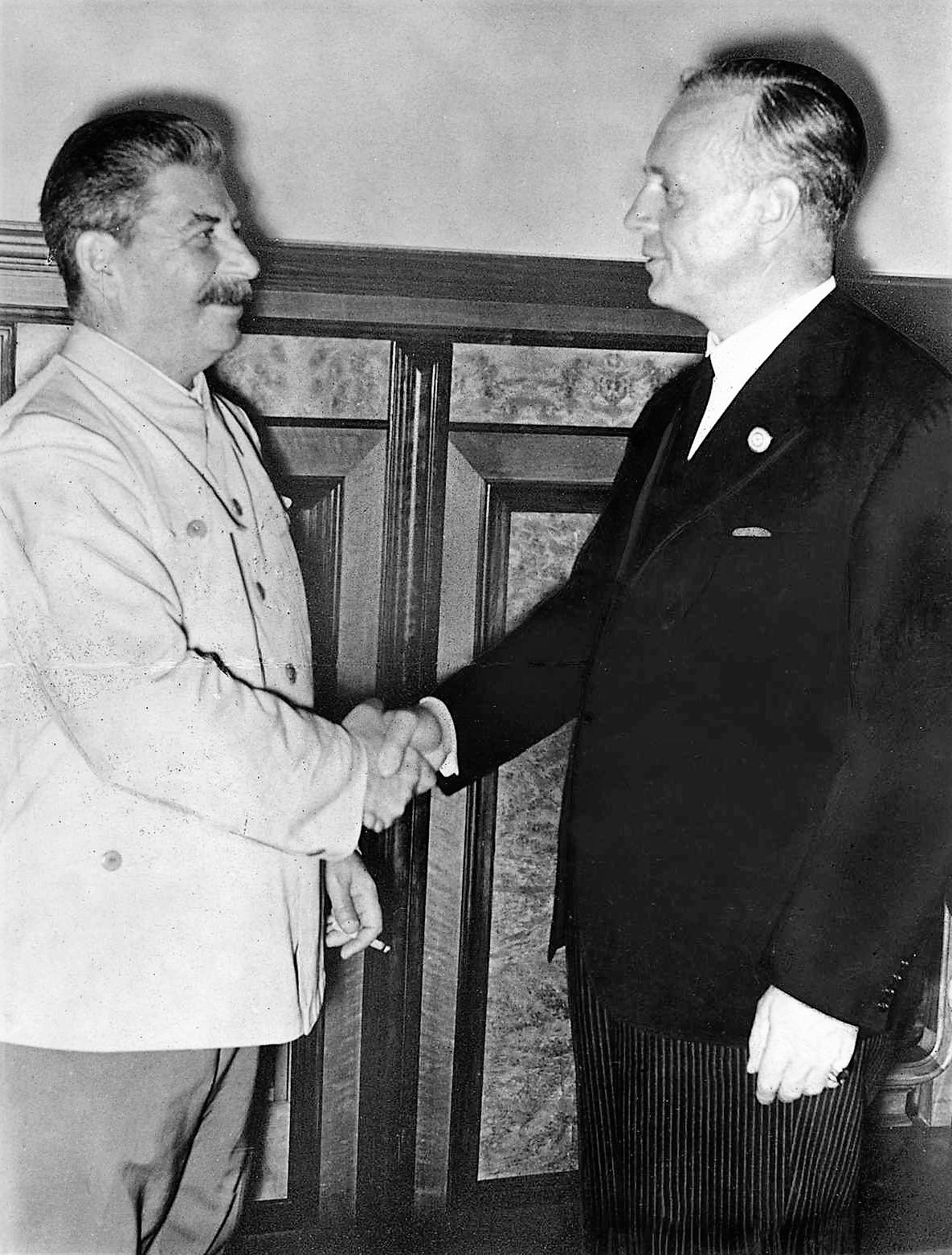
里宾特洛甫和斯大林在签署条约

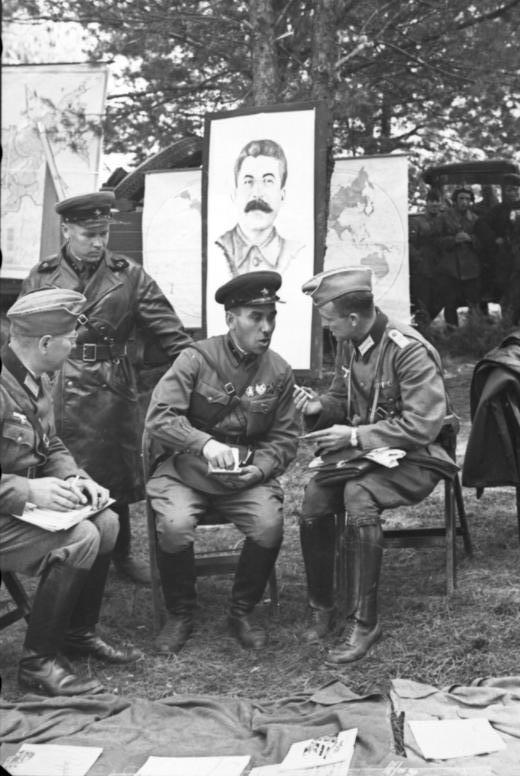
納粹德国向蘇聯移交布列斯特控制權時，德国和苏联士兵於史達林頭像面前拍照

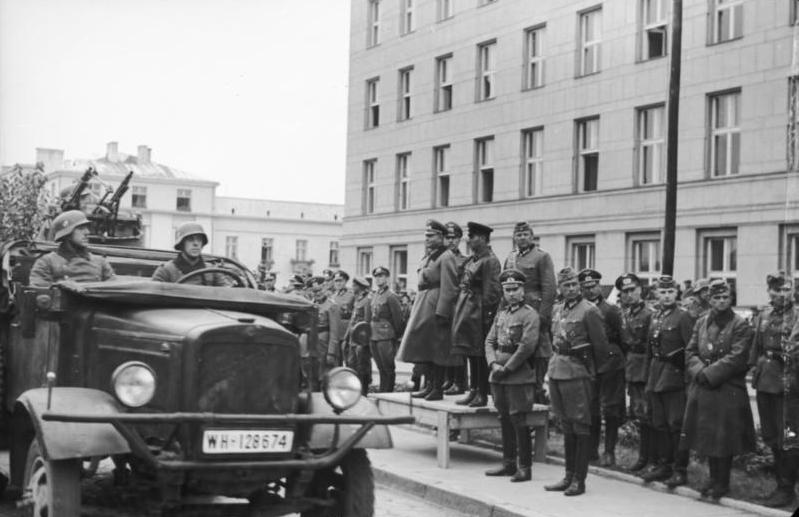
1939年9月23日，納粹德国向蘇聯移交布列斯特控制權

### 苏德1939年协定和过去的敌对行动
1939夏，在和英法以及德國就潛在的軍事以及政治合作進行協商後，蘇聯決定倒向德國的那一方，並因此達成了8月19日的德蘇經濟協議，協議中德國可以以特定軍事設備與蘇聯的原料進行交易， 四天之後，德蘇更達成了著名的莫洛托夫—里賓特洛甫條約，條約中祕密地畫分了德蘇在北歐以及東歐的勢力範圍。
就在簽訂協議不久前，兩國已經化解了過去的敵對關係。德國外長里賓特洛甫這麼告訴蘇聯外交官：「沒有什麼關於巴爾幹以及黑海問題是我們無法解決的」。同時，兩國外交官也在反資本主義以及反民主主義的基礎上達成共識，並表示道：「在我們德國、義大利以及蘇聯的思想中有個共同點那就是──反資本反民主主義」。「不論是我們德國或是義大利都和資本主義西方沒有任何共通點」。以及「對於我們來說，社會主義國家會站在西方民主國家的那一方才令人感到奇怪」。
並且，德國官方表示先前對蘇聯的敵對意識已經隨著共產國際以及世界革命的聲明而逐漸消退。蘇聯官方也強調雙方的對話「十分重要」。 在簽訂條約時，里賓特洛甫與史達林甚至相互舉杯祝賀，在愉快的的談話中聊到兩國在1930年代的敵對關係。
里賓特洛甫向史達林點出，不列顛在過去不斷地嘗試破壞蘇德關係，是為了她為了支配世界所致。史達林並隨後附道：「若英國支配了世界，那將是由於其他國家的愚笨而甘願讓自己被愚弄」。里賓特洛甫隨後發表聲明表示，反共產國際協定並非針對蘇聯，而是針對西方民主社會，尤其是倫敦和英國(英國金融業者)的那些老闆們。
他還說道，柏林人甚至開玩笑說史達林自己甚至會加入反共產協議。史達林和蘇聯外長不斷向德國為莫洛托夫-里賓特洛甫條約以及德蘇關係的改善道賀。就在里賓特洛甫離去之際，史達林還特別單獨和他說道，蘇聯非常重視這個條約，並且他將以蘇聯之名發誓絕對不會背叛他的盟友。

### 划分波兰時的兩國關係
就在簽訂德蘇互不侵犯條約之後的一星期，德軍跨越波蘭邊境，波蘭戰役爆發，第二次世界大戰开始。與此同時，蘇聯停止了國內反納粹以及反法西斯的宣傳，並把在歐洲正在進行的戰事描述成各個資本主義國家為了帝國主義而互相爭鬥。在捷克斯洛伐克的首都布拉格，共產國際在當地發生反德國遊行時也指示捷克斯洛伐克共產黨全力打擊沙文主義，意在讓他們不要插手反德的示威。 莫斯科也指示在法國以及英國的共產黨發表反戰的立場。
在德國侵略波蘭的兩個星期之後，蘇聯也跟著揮軍西進，與德國配合攻擊波蘭。9月21日，德蘇就在波蘭的軍事合作以及對蓄意破壞者的「肅清」。在波蘭被滅後，德蘇還在利維夫和布列斯特舉行聯合閱兵遊行。在8月份，史達林已經決定要清算波蘭，九月份，德蘇舉行會議並規劃未來「波蘭地區」應有的狀態。對蘇聯內部，官方解釋他們必須要派軍隊進入波蘭以保護該國境內的烏克蘭以及白俄羅斯人免於德國的侵略，不過莫洛托夫隨後向德國官方承認這是他們找到唯一正當侵略波蘭的理由。

### 扩大的原材料及军需物資交易
德國的軍火工業早就因為為了之後的大戰而做了準備，但波蘭戰役的迫切性仍對德國戰爭工業造成了極大的壓力。德國對於原物料的缺乏導致她必須向外尋找物資的來源，然而大西洋上英國的封鎖讓德國的處境更加艱難。 於是，德國剩下的原物料供應來源只剩下蘇聯一個，蘇聯提供了油、橡膠、錳、穀物、動物脂肪以及白金。與此同時，由於莫洛托夫-里賓特洛甫協議的簽訂，使得蘇聯難以向其他國家進口工業化製品，於是蘇聯對於德製機器的需求愈發強勁。
在互相仰賴下，德國和蘇聯在1940年2月11日簽訂了更深入的德蘇經貿協定，這次的規模是前一年條約的四倍之多。這份貿易條約讓德國得以繞開英國的封鎖，在條約簽訂的第一年，德國便從波蘭的德蘇邊境收到數十萬噸的穀物、原油以及其他必須的原物料。除此之外，蘇聯還提供北極海航線給德國使用（貨船或是偽裝巡洋艦），這迫使英國必須同時保護她在大西洋以及太平洋的通商路徑。

## 1940年中旬恶化的关系

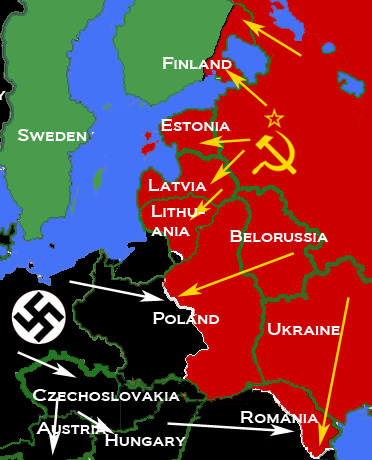
地图描绘了1938年的邊界，並繪出了截至1940年底，從中歐到東歐兩國的政治以及軍事勢力擴張的路徑。

### 芬蘭、波羅的海國家以及羅馬尼亞領土問題
1939年11月，蘇聯入侵芬蘭 ，並迫使其簽訂造成其10%領土損失的停火條約，條約的簽訂使得芬蘭必須交出東部卡累利阿地區。另外，早在1939年，根據莫洛托夫-里賓特洛甫協議，蘇聯逼迫波羅的海三國簽訂共同防禦條約已使蘇聯得以將部隊進駐於該地。到了1940年6月中旬，當全世界都在關注發生在法國的戰役，蘇聯內務人民委員部（NKVD）的部隊入侵了波羅的海三國，並將各個政府取代為支持蘇聯的人馬，並讓這些人提倡加入蘇聯。同月，蘇聯向羅馬尼亞政府發出最後通牒，要求她交出比薩拉比亞、布科維納以及赫尔扎地区，在蘇聯向德國保證會收回部分對布科維納北部地區的要求後，德國便催促羅馬尼亞接受蘇方的要求，兩天後，羅馬尼亞便屈服於蘇聯的要求，於是紅軍便進駐並占領了通牒中要求的領土。
儘管蘇聯進犯芬蘭是已在莫洛托夫-里賓特洛甫條約中為雙方所同意，不過由於這份條約並不為德國人民所知，也因此給希特勒帶來了巨大的反蘇浪潮，這事件的起因除了同情北歐人民之外，也是因為芬蘭和德國的緊密關係。在國內反對聲浪中也不乏納粹黨的忠實份子，面對這些人，希特勒得忙著轉移他們的注意力。不僅是在思想上，政治上更是難以公開支持蘇聯，於是支持蘇聯變成德國政府在雙方簽訂的條約中最難實行的部分。
德蘇密約讓希特勒處在一個尷尬的位置，他必須忙著從各個蘇聯佔領地撤僑，同時得對蘇聯的侵略睜一隻眼閉一隻眼。對德蘇密約不知情的波羅的海三國還向柏林抗議蘇聯的侵略，面對這些抗議，里賓特洛甫只得退回他們的信件。1940年8月，莫洛托夫通知德國，由於波羅的海三國已經通過投票加入蘇聯，所以德國可以撤走他們在三國的領事館。隨後，蘇聯意圖兼併羅馬尼亞的部分領土，在密約中，儘管德國的盟友羅馬尼亞願意將比薩拉比亞交予蘇聯，但她並沒有同意讓出布科維納地區，但蘇聯仍舊向羅馬尼亞索取了該地區，因此造成德蘇關係緊繃的進一步升級。 對於蘇聯對羅馬尼亞土地的併吞，德國只得要求蘇聯保證先前他們與比薩拉比亞100,000頓穀物的合約、德國在當地的財產、德裔居民的權利以及對於羅馬尼亞石油能送達德國的再次保證。

### 德国對原物料依赖的增加
1940年夏，隨著在西方戰線進展順利，對法國、丹麥、比利時、荷蘭、挪威的佔領為德國帶來額外的原物料需求，於是德國愈來愈依賴從蘇聯進口的原物料。與1938年相比，德國額外增加了50萬噸錳、330萬噸磷、20萬噸橡膠以及950萬噸原油。蘇聯對波羅的海三國的吞併讓德國得把用來向三國進口產品的錢（9670萬德國馬克）交給蘇聯，並且再也無法以過去經勒索而得到的低廉價格向該地區購買產品。綜上所述，入侵蘇聯似乎對希特勒而言已經成為最終唯一的選擇，這時德國還沒能擬定確實的入侵計畫，不過希特勒這時告訴他的一個將軍：「他終於能專心對付一個真正重要難題──與布爾什維克黨人的決戰」，儘管希特勒如此說道，他的將軍們仍然告訴希特勒，佔領西部俄羅斯不但不能解決德國的經濟問題，反而會為德國帶來更多的資源短缺。

### 蘇聯短暫切斷對德國物資供給
1940年8月，在德蘇關係因羅馬尼亞問題以及冬季戰爭而產生摩擦、法國簽訂第二次贡比涅停戰協議投降之後，史達林不滿德國在前者的態度及擔心希特勒和西方國家的戰爭很快就會結束，蘇聯曾短暫停止根據德蘇經貿協定所需提供給德國的貨品，並且導致了德國的物資短缺。
在8月中後，兩國關係因匈牙利-羅馬尼亞邊境問題（特蘭西瓦尼亞）以及蘇聯對保加利亞領土要求的讓步而逐漸回溫，而且在英美簽訂了驅逐艦換基地協議的協議之後，史達林又再次確信德國會和西方進行持久的戰爭。
然而，在8月底，德國和義大利在未知會蘇聯下便將羅馬尼亞西北部劃給匈牙利，以防匈羅兩個盟國發生戰爭並確保該地的油田。這一個動作再次引起了德蘇之間的緊繃關係，後者向德國表示德國應根據莫洛托夫-里賓特洛甫協議第三條事先向蘇方諮詢。

## 軸心條約
在與義大利和日本簽訂同盟條約之前，德國官方曾就蘇聯作為第四個軸心國成員的可能性作討論，希望能把蘇聯的注意力移到英國的勢力範圍，也就是南邊的印度洋以及中東地區，德國更表示他們願意讓蘇聯的勢力概括達達尼爾海峽以東的地區。
就在三國同盟條約簽訂之前，德國方面向蘇聯外長莫洛托夫告知他們會簽訂軸心國的條約。而該條約暗示並警告美國的主戰派，告訴他們和軸心國作戰是多麼愚蠢的事情，因為開戰便代表這要與世界上三大強權作戰。莫洛托夫本人則對於蘇聯被撇除在外的條約內容有所警戒。
1940年9月27日，德義日三國簽訂條約，條約中將世界劃分成數個勢力區，分別由德義日三國統治，勢力區的畫分更隱約地針對美國，暗示美國應保持中立不與軸心國作戰。條約中的第五條，則明白地指出三國和蘇聯的關係並不會改變，然而莫洛托夫擔心三國私下簽訂了針對蘇聯的從屬條款，因此莫洛托夫接觸日本帝國駐蘇聯大使東鄉茂德，希望能藉由他獲得進一步的資訊。
在一次訪問中，德國駐莫斯科軍事隨員恩斯特·奥古斯特·科斯特林在10月31日說道：「這些俄羅斯人給我不想和我們衝突的印象逐漸加深」。與此同時，八月到十月，德國和英國爆發大規模空戰，已準備對英國的全面侵略。

## 战争或更廣泛的协议

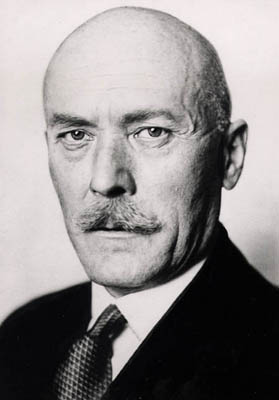
德國駐蘇聯大使沃尔纳·冯·薛伦堡

整個夏天，希特勒一直躊躇究竟該攻擊蘇聯，還是和蘇聯達成類似莫洛托夫─里賓特洛甫協議，讓蘇聯得以得到黑海西部港口或是在德蘇間存在一中立第三國（如保加利亞）的條件下取得博斯普魯斯海峽。
德國駐蘇聯大使沃尔纳·冯·薛伦堡自1940年6月法國投降後一直在構思一個由四國組成的條約。.因此，在他私下得知希特勒可能入侵蘇聯時，他和一些人試圖影響希特勒以及他的代表團，希望能在蘇聯的主張勢力範圍維持在土耳其以及伊朗的前提下，至少能延長之前達成的協議。為了讓希特勒能做出期望的決定，他甚至向希特勒隱瞞蘇聯吞併羅馬尼亞部分地區後對德國感到不滿的事實。
科斯特林、薛伦堡和一些人起草了一份備忘錄，裡面提到了侵略蘇聯對德國的危險性，其中包含烏克蘭、白俄羅斯還有波羅的海三國最終只會對德國造成額外的經濟負擔。德國外交次長恩斯特·冯·魏茨泽克則表示蘇聯現在的官僚政治讓他們顯得無害，佔領蘇聯並不會為德國帶來好處，而且為什麼不讓這樣陳腐的布爾什維克待在我們隔壁呢？

## 斯大林與里宾特洛甫十月通信
1940年10月，史達林向德國表示莫洛托夫已被授予與希特勒討論這幾個國家未來走向的權力。里賓特洛甫則回信說道：「根據元首的意見……蘇聯、義大利、日本以及德國這四大國家，要共同採用一長遠的政策並且藉由劃分世界利益以將各國人民導向正確的道路，將會是一個歷史的任務。」
然而，里賓特洛甫的信因為大使館人員的疏失而導致延誤了送到了史達林手中的時間，以至於該封信不再顯得「新鮮」，這讓里賓特洛甫氣得斥責了德國駐莫斯科大使館的人員。之後再轉交該封信的時候，薛伦堡向莫斯科方面表示之後可能在德國舉行的會議將會是一個為四國軸心的形成召開的初步的會議。
史達林在收到前往柏林進行會談的邀請之後顯得十分開心，史達林還為此回信給里賓特洛甫，信中提到蘇聯有意參加一個為了各方「彼此的利益」以建立「長久基礎」的協議。
同年11月初，德國和蘇聯進行的經濟協商獲得了一定的成果。代表德國進行協商的成員也希望這場談判可以成功，一部份的原因正是因為他們認為這會讓他們反對希特勒的反蘇政策的說話份量更大。
11月1日，陸軍參謀總長弗朗茲·哈爾德會見希特勒並且寫道：「元首希望他能讓蘇聯加入反英陣營的前線」。在羅斯福贏得了當年的大選並且承諾美國不會參與國外的戰爭之後，戈培爾對此提到：「在羅斯福發表了那樣的言論之後，他將難以主動地介入戰爭。」隨後在與義大利首相墨索里尼的會面當中，里賓特洛甫向他提到德國對於即將舉行的四國會議的看法，他說最後會議的成功與否將取決於蘇聯方對於巴爾幹地區的立場，正因為巴爾幹半島是潛在的利益重疊區，若蘇聯能夠主動地退出這一區域，那麼與蘇聯站在同一陣營的好處將勝過對蘇聯發起入侵。
同一個會議中，希特勒向墨索里尼表示道，他頂多接受蘇聯對博斯普魯斯海峽的要求，但是他將不會容忍更甚於此的任何要求，他還藉由諺語說道：「一隻羅馬尼亞鳥在手，勝過兩隻在草叢裡俄國人」。希特勒同時也對蘇聯願意主動退出巴爾幹地區感到懷疑，因為他認為史達林對於多瑙河以及保加利亞有著異常的執著。德國也擔心蘇聯拉攏保加利亞，讓保加利亞背叛德國而和蘇聯成為同盟。

## 莫洛托夫造訪到柏林

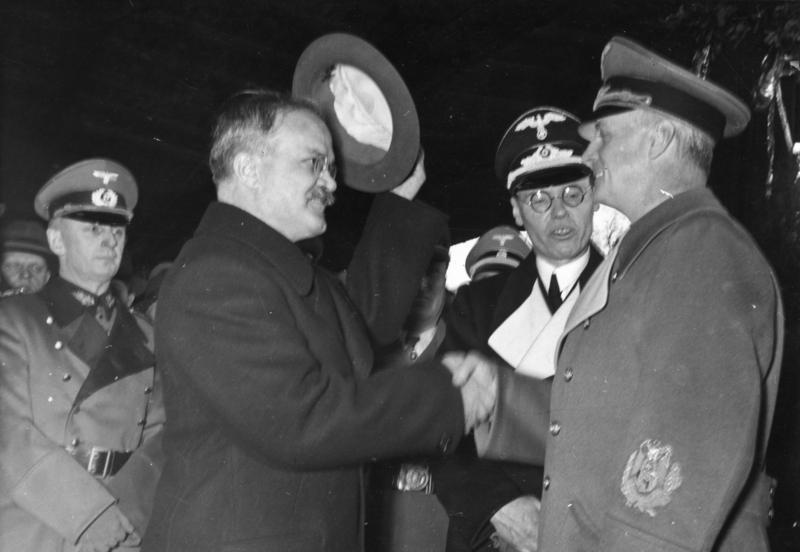
1940年十一月，约阿希姆·冯·里宾特洛甫於柏林欢迎维亚切斯拉夫·莫洛托夫

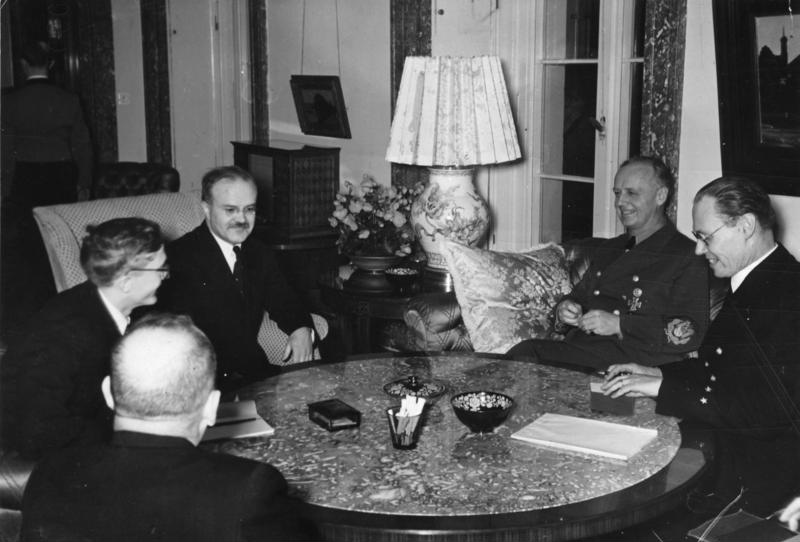
就在莫洛托夫刚刚到达德國總理府的中午

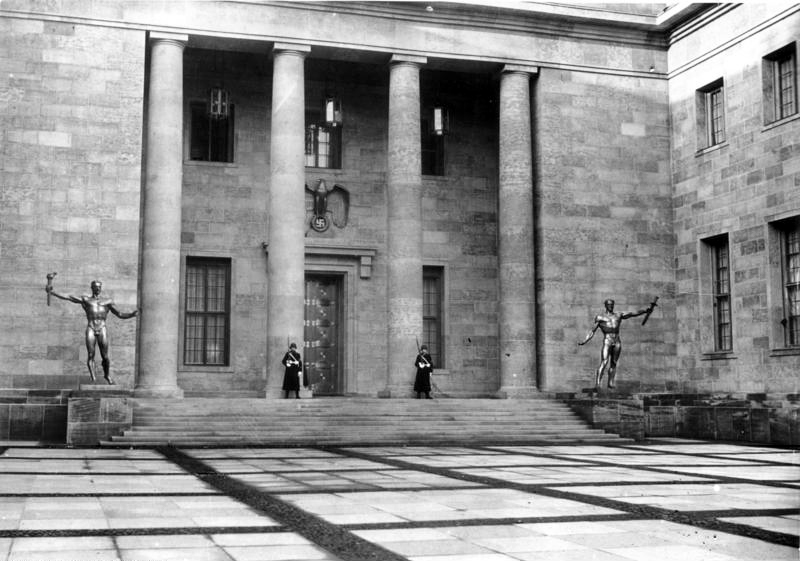
新的帝國總理府

### 11月12日
史達林派莫洛托夫前往柏林以商討有關蘇聯加入軸心條約的事項，同時也希望蘇聯能夠從條約中獲得一些利益。他的座車於當日早上11:05抵達了柏林並且在車站受到里賓特洛甫熱烈的歡迎，柏林車站內還有一盆插了納粹以及蘇聯的旗幟的花朵，甚至還有一交響樂團演奏當時蘇聯的國歌，而這也是自1933年以來第一次在德國境內演奏此一曲目。在用完簡單的早餐之後，會談便馬上於贝勒维宫展開。
在會談的一開始，里賓特洛甫首先提道：「英國已經被我們打敗了，而她向我們屈服也只是時間上的問題…，大英帝國的終幕現在已經開始了」。他進一步說道：「美國的參戰對德國將不會有任何影響，德國以及義大利將不會再允許盎格魯撒克遜人踏上這片歐洲大陸…，我們軸心國現在考慮的並不是要如何贏得戰爭，而是在思考該如何盡快結束這早已勝利的戰爭」，他還提到德國和蘇聯已經完成了「一些好的交易」。
因此，里賓特洛甫向莫洛托夫總結道，四強（德、蘇、義、日）決定她們在世上的利益劃分的時刻已經到來。他提到希特勒認為這四個國家向南方擴張將會是她們自然的趨勢，里賓特洛甫接著向莫洛托夫詢問蘇聯是否會向南方的海洋發展，就在莫洛托夫追問哪個海洋時，里賓特洛甫答道：「就長遠而言，南方的波斯灣以及阿拉伯海將會是對俄羅斯最有利的」。
對於四國劃分世界利益的構想，莫洛托夫表示這個新想法是非常有意思的，並且值得與里賓特洛甫再次於莫斯科討論這個構想。當天下午，莫洛托夫於德國總理官邸會見希特勒。會談時，希特勒特別向莫洛托夫強調「對英國的最後一擊」，他還說：「是時候該思考我們勝利之後的劃分了」。隨後在討論美國的問題時，希特勒認為美國在1970-1980年左右將會嚴重地威脅其他國家的自由，在這議題上，希特勒以及莫洛托夫都同意美國不該插手歐洲、非洲或者是亞洲的事務。關於兩國的利益，希特勒表示德蘇在尋求海洋這個目標上並沒有多大的差別。對於早些簽訂的軸心條約上，莫洛托夫對於條約中英、美以及蘇聯的角色表示認同，但是這只有在蘇聯也是條約中的主要參與者的況下才成立。儘管里賓特洛甫在談判時如此宣稱，就在當天，德國依舊因為英倫空戰的失利而不得不推遲入侵英國的海獅計畫。
最後莫洛托夫與希特勒都同意兩國之間除了芬蘭問題之外已經沒有無法解決的問題了，當莫洛托夫回到他的飯店之後，他提到他因希特勒的和藹而鬆了一口氣。當晚在莫洛托夫與史達林的電報往來中，史達林堅持蘇聯的安全只有在海峽周邊地區保持安寧才有可能被確保，而這裡的海峽指的就是進入黑海的要道──博斯普魯斯海峽，這也是為何蘇聯在先前與保加利亞簽訂了條約，條約中保加利亞同意蘇聯軍隊得以經過保加利亞領土以防禦任何進入黑海的攻擊。史達林還向莫洛托夫說道：「巴爾幹問題當下依舊是兩國重要的問題，並且不容許任何的擱置」。

### 11月13日

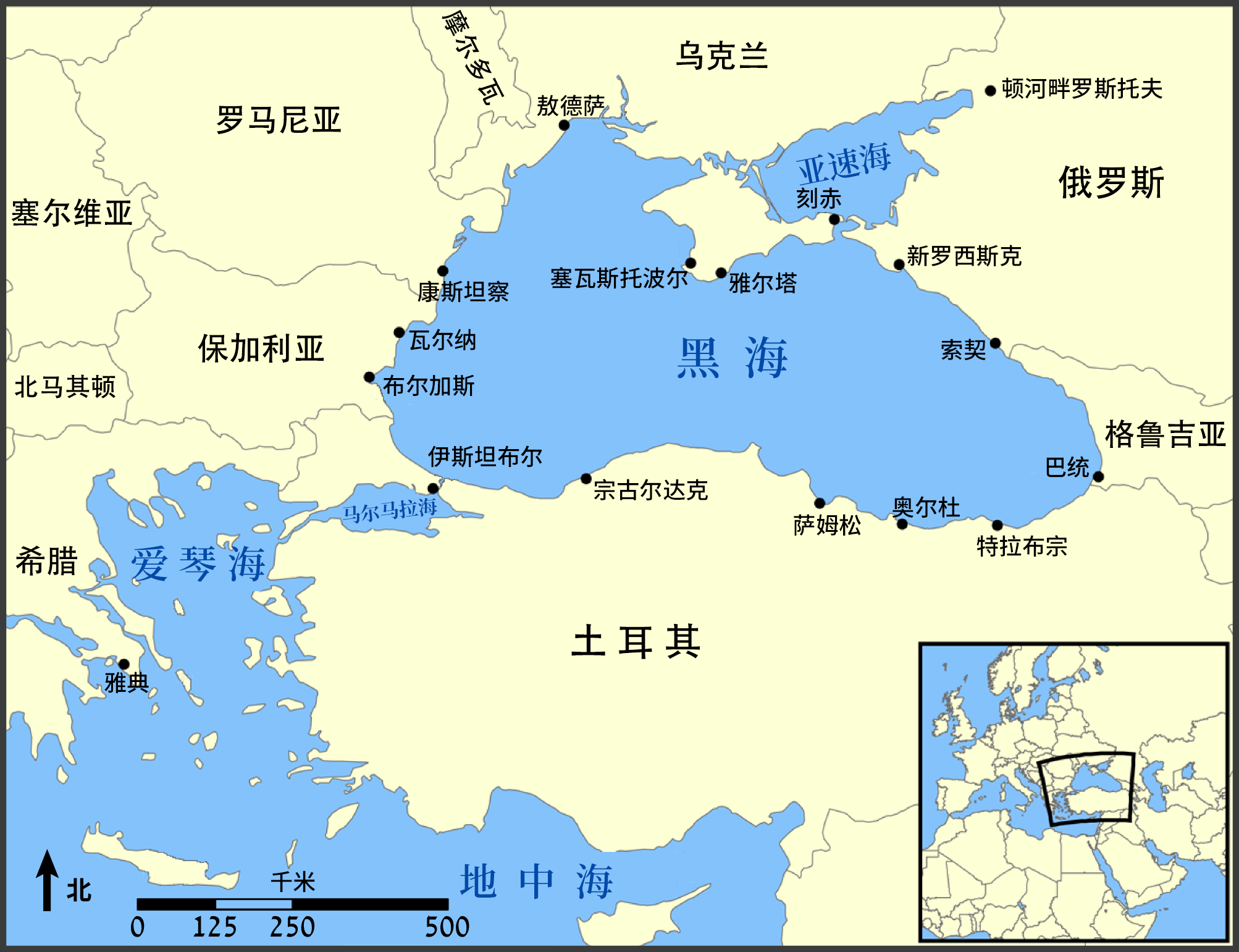
博斯普鲁斯海峡 與伊斯坦布交會於黑海的西南角。 保加利亚 就在其北部區域。

莫洛托夫和希特勒於隔天早上重啟了前一日的討論，莫洛托夫向希特勒質疑為何芬蘭現在有著德國的軍隊，希特勒對此則表示那些軍隊不過是經由芬蘭進入挪威而已，對莫洛托夫的質疑，希特勒則反問蘇聯是否有意要與芬蘭開戰？之後希特勒也提到戰爭時期德國對於芬蘭的鎳礦以及木材的需求是非常合理的。儘管希特勒在對話中表達了對蘇聯意圖的不信任，他依舊向莫洛托夫承認芬蘭是在蘇聯的勢力範圍之下，不過他強調波羅的海的任何新衝突將會導致兩國關係更加緊繃。莫洛托夫於是向希特勒總結道，繼續關於芬蘭的話題並不會為他們帶來什麼好事，最後他也表示蘇芬之間沒有重啟戰事的跡象。
結束有關芬蘭的話題之後，莫洛托夫向希特勒傳達了史達林對博斯普魯斯的興趣，同時提到蘇聯希望即便只是概念性的，蘇聯也想和保加利亞達成類似德義對羅馬尼亞的保證。對於同年德國介入羅馬尼亞的事情，莫洛托夫則希望希特勒撤回先前對羅馬尼亞的保證，根據莫洛托夫的回憶，他提到希特勒此時明顯地對此感到焦躁，隨後希特勒反擊蘇聯方的要求，直指蘇聯將勢力伸入布科維納已經違反了莫洛托夫─里賓特洛甫協議， 希特勒又指出，根據先前的口頭協定，該協議的目的在於恢復兩國舊帝國時期的模樣，這也代表著德國應該要能掌握先前奧匈帝國所擁有的巴爾幹地區。對於這次的談判，史達林還是對於達成新一份協議草稿抱持著希望，於是透過莫洛托夫向希特了傳達了蘇聯對於掌握黑海出口的渴望，然而希特勒則以有關保加利亞的問題德國得和義大利討論來迴避答覆。

希特勒接著將焦點轉移至英國被征服之後的前景，
|  | 在征服英國之後，她將會變成一個等著被兜售的4億平方公里的破產土地，而俄羅斯將能從這些土地之中獲得通往無冰且開闊的海洋的港口。到目前為止，僅僅4500萬的少數統治著高達6億人的多數，不論怎麼講，她都將因這懸殊的差距而崩毀…在英國必將崩解的清況下，必定會引起世界的注意…所有可能參與瓜分的國家都應該停止她們之間的爭執，並且停止將自己視為唯一那片廣大土地的繼承者，不論是德國、法國、義大利、俄羅斯或是日本都應該遵守。 |

在最後，莫洛托夫告訴希特勒是時候該來討論一個德蘇間更廣的協議，但是蘇聯政府必須先知道德國對於軸心條約中「歐洲新秩序」的定義，並想要知道三國以及該條約最終的目的為何。
當天下午，莫洛托夫和德國外長里賓特洛甫展開會談。到了晚上，由於英國的轟炸，里賓特洛甫以及莫洛托夫只得移往防空堡壘繼續進行會談，.里賓特洛甫再一次地重申新條約的主要目的將會是劃分好四強的利益以及和土耳其就博斯普魯斯問題達成共識。為了能簽訂新的條約，里賓特洛甫對此希望莫洛托夫能和史達林討論在柏林所談到的事而德國則可以於此時和日本商談，而德義蘇三國也會對土耳其施壓以讓蘇聯能夠獲得她對博斯普魯斯的要求。 在達成以上事項後，四國便能草擬蘇聯加入軸心國機密條約。

### 德国提出的协定草案
在防空施設裡頭，里賓特洛甫給莫洛托夫遞了一份草稿，依據慣例，草稿包含兩個部分，一個部分將會公開而另外一個則是保持隱密不公開。公開的部分包含了兩國將在十年內相互尊重對方的勢力範圍，而德日義三國也會承認蘇聯現有的邊界。
秘密條款的部分則約束參與國不應該參加任何對抗四國中任一國家的同盟，此外，四國應當互相支援彼此的經濟事務。該秘密協議還劃分了將來四個國家在世界上的勢力範圍，其中德國將目標放在中部非洲；義大利在北非以及東北非；日本在東南亞；而蘇聯由其中部往南發展至印度洋地區，另一個祕密條款則交代德義蘇將會將土耳其自其對英國服從中解放出來。
莫洛托夫提到蘇聯對於一些歐洲問題感到擔心，除了土耳其和保加利亞之外，還有像是匈牙利、羅馬尼亞、南斯拉夫以及希臘的未來。除此之外，蘇聯也對瑞典的中立性抱持疑問，最後莫洛托夫還尖銳地問道，要是英國的問題已經被解決了，為什麼他們要在一個防空設施裡面進行會談呢？

### 各方對莫洛托夫訪德的反應
起初莫洛托夫在柏林與德國進行會談震驚了世界媒體，尤其是英國的媒體們都想知道蘇聯是否準備加入軸心國。 當莫洛托夫回到蘇聯之後，他表示這場會面的結果並沒有什麼好吹噓的，德國所提出的草案與其說是造成了危機，頂多只是他們的自我滿足而已。
在莫洛托夫於柏林的會談結束之後，里賓特洛甫接著訪問了莫斯科，部分他的外交隨員認為史達林最終會因紅軍的貧弱而服於德國。然而魏茨泽克則認為這場談曼還會持續很久，並且只要和英國的戰爭仍然在進行著，我們將不可能與蘇聯開戰，最終這場戰爭也會變得不再必要。十一月，科斯特林又再次強調，他認為蘇聯並沒有侵略德國的計畫，莫洛托夫訪德對他來說，就只是再次的證明了蘇聯想要和德國維持友好關係，蘇聯和德國的對立並不能給她帶來任何好處，而蘇聯想要和我們維持友好的關鍵因素正是我們軍隊的強盛。
在一封莫洛托夫發給史達林的電報中，莫洛托夫強調希特勒和蘇聯簽訂條約的關鍵在於德國所能擁有的勢力範圍。莫洛托夫認為這一次不論是和希特勒或是里賓特洛甫的會面並沒有得到他所希望的結果，像是土耳其和巴爾幹半島的問題都沒有特別被強調。而在德國方面，第二天的會談結束之後，希特勒對他的下屬下達了秘密的第十八號命令，命令中要求不論談判的結果如何，部隊都要繼續準備對東方的作戰。

## 蘇聯施壓保加利亞
希特勒在與莫洛托夫會談結束時就已經指示了最終將入侵蘇聯的意思。不過，他仍然沒有放棄利用政治手腕和蘇聯周旋，他依舊在嘗試建立一個橫跨整個大陸，從橫濱到西班牙的同盟，只是這一切都將建立在德國握有巴爾幹的這個基礎之上。
與此同時，蘇聯召見了保加利亞大使，並向其表示蘇聯有意在保加利亞加入軸心國前和保加利亞達成協定，除此之外，蘇聯還向其提到德國有意將保加利亞變成她的一個傀儡。儘管蘇聯方面提出了要求，保加利亞依舊拒絕和蘇聯達成任何協定並且將這個消息洩漏給德國，希特勒此時依舊希望藉由解決博斯普魯斯的問題以打消史達林給予保加利亞任何保證，同時希特勒也向保加利亞施壓，提醒他們蘇聯佔領的恐怖以及蘇聯事後必將承認保加利亞入軸。
幾乎同一時間，蘇聯於11月25日無預警地到訪保加利亞首都蘇菲亞，蘇方告訴保加利亞首相Bogdan Filov道，若保加利亞提供蘇聯軍隊的通行權，蘇聯將不再介入保加利亞加入軸心國，更令人意想不到的是，蘇聯外交官還向其表示蘇聯在未來也將幾乎確定地加入軸心國。震驚的保加利亞首相只能向其表示這需要內部更近一步的討論。蘇聯的外交官對於首相的反應，他們便得到了一個結論──保加利亞早已和德國結盟。

## 蘇聯提出更進一步的草案
史達林告訴第三國際的領導者格奧爾基·季米特洛夫，儘管德國希望義大利能控制巴爾幹地區，她最終還是得認知到蘇聯對維持黑海通行權的重視，並且保證博斯普魯斯海峽將不會用於對付蘇聯。
此外，史達林還指示莫洛托夫起草一份更大規模的新條約，其中包含了對歐亞非三洲的勢力劃分。而就在11月25日，於蘇聯決定不干涉保加利亞入軸的立場公開以及蘇聯有可能加入軸心國之後，蘇聯方面給里賓特洛甫送出了一份新的提案，並以「蘇聯政府已經準備好接受四強在政治經濟上相互合作的條約」做開頭，比起德國外長所提出的兩點協議，蘇聯提出了五條：
1. 德國的軍隊必須撤離芬蘭以換取蘇聯對鎳和木材供應的保證，並且蘇聯將保證與芬蘭維持和平。
2. 在未來數個月之內，蘇聯將和保加利亞簽訂有關蘇聯在保軍事基地的相互合作條約。
3. 蘇聯領土的中心將會位於巴庫與巴統的南方。
4. 日本放棄對北薩哈林的領土宣稱以換取蘇聯適當的補償。
5. 蘇聯─保加利亞相互合作協定是一政治上必要的協定。[2]

與這些提案做交換的是蘇聯會提供額外的經濟物資，蘇聯承諾將在1941年5月11日前將250萬噸穀物輸送至德國，這足足比當前德蘇經濟協定所需要的量多出了100萬噸。除此之外蘇聯亦承諾會給予境內德意志裔民眾經濟補償。

## 德国的反应
德國外交官卡尔·施努尔看到蘇聯所提出的條件喜形於色，他馬上就給柏林派出了電報，講道：「就以目前德蘇談判的現狀而言，莫洛托夫今天所提出的條件應被視為蘇聯友好的表現，況且考慮到莫洛托夫的條件還附帶著對德意志族的完全賠償，這已經完全地超出了我們的預想」。
然而希特勒對於蘇聯所提出的條件有著別的看法，他將蘇聯對巴爾幹地區的領土野心是為對德國利益的挑戰，並將和保加利亞相關的條約視為使保成為軸心國的累贅的伎倆。希特勒就曾對他的軍事首長們說道，史達林會要求越來越多，且史達林是一個冷血的勒索者，並且德國的勝利對於蘇聯來說似乎越來越難以忍受，因此我們應該盡速讓她屈服於我們之下。在莫洛托夫向得過提出上述的條件之後，莫洛托夫曾數度向德國請求回復，但德國從來就沒有回覆他們，而這樣拒絕回復的結果直接地對兩國關係造成損害

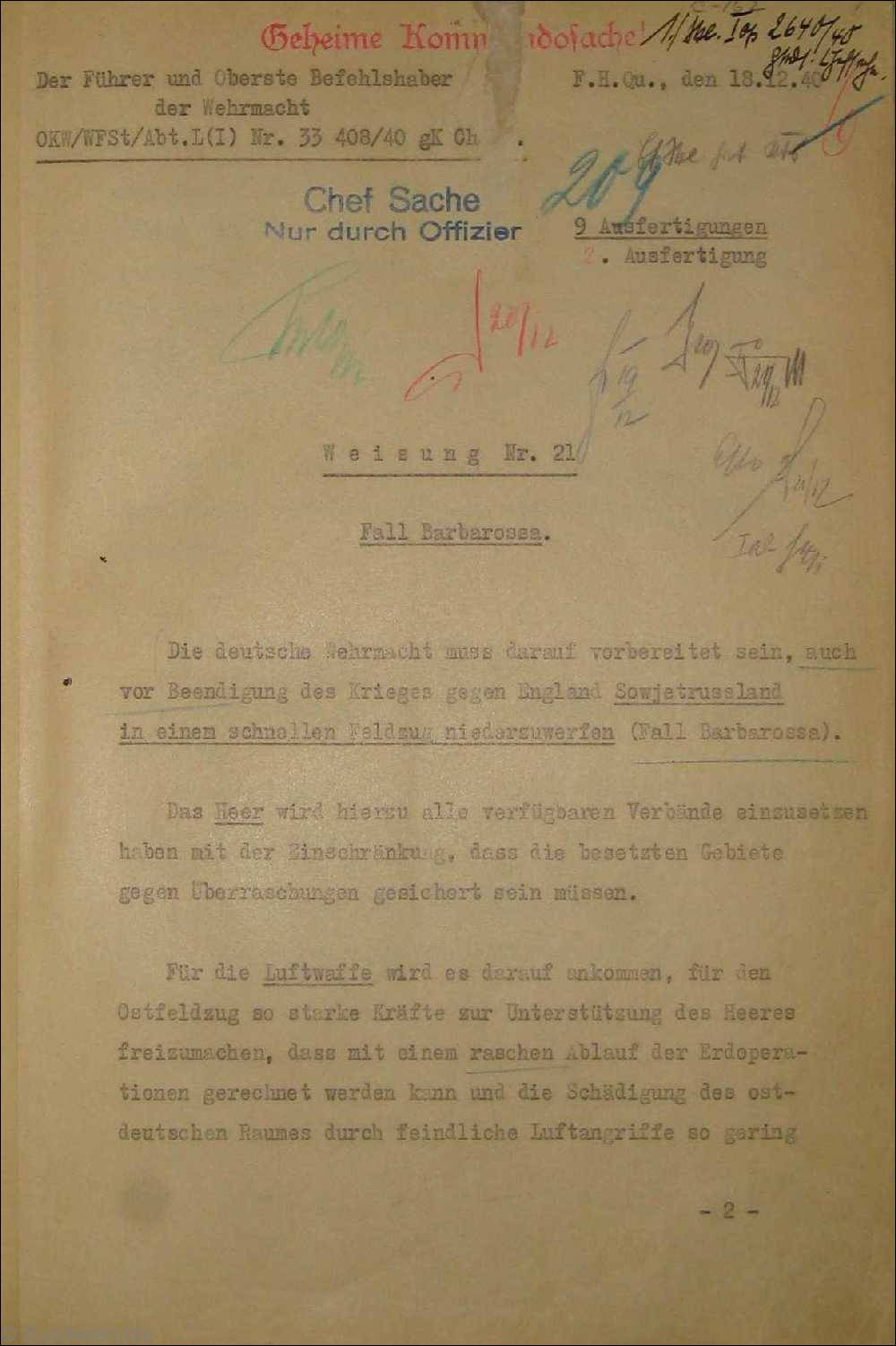
第二十一號命令：巴巴罗萨行動

。就在12月5日，希特勒收到並批准了對蘇聯軍事入侵的確實計畫，該計畫將於1941年5月開始執行。在約莫兩星期之後的12月18日，希特勒正式地簽署了著名的第21號命令，也就是後來的巴巴羅薩行動。該命令中如此提到：「德意志國防軍必須準備好在快速的行動中擊潰蘇聯」，行動開始的日期則將訂於1941年5月15日。而就在邊界的另一頭，史達林也已經預期到德蘇終將一戰，在40年的12月，史達林引用希特勒我的奮鬥中的詞句，指出德國必將攻擊蘇聯，因此他們必須一直保持準備好的狀態，他也同時提到，希特勒以為蘇軍需要4年才能準備好，所以我們必須要更早地做好準備，同時盡可能將這場終將到來的戰爭拖延兩年。
最終德國因為南斯拉夫戰役及希臘戰役而沒能依原訂的時間入侵蘇聯，但是入侵蘇聯的行動依舊於1941年6月22日開始執行，自此，蘇聯加入軸心國的談判再無進行的可能。3年之後，原本力倡兩國合作的弗雷德里希·沃尔纳·冯·舒伦堡因為參與希特勒的刺殺行動而被處決。

## 战后的苏联反应：捏造历史
大戰結束後3年，就在美國公布了納粹德國外交部有關德蘇談判的文件之後，蘇聯情報局對此則出版了名為歷史的捏造者的書作為反擊。在收到最新翻譯的德國外交文件之後，史達林親自編輯並且重新編寫整段文章，該書則是在史達林做完修訂之後才於1948年2月出版。
在捏造者一書中，史達林宣稱他僅僅是在刺探德國並且將毫不保留地拒絕德國一同瓜分世界的提議。該版本至今仍然保持著原樣，不論是歷史研究、官方文件、回憶錄或是教科書都無一例外維持著1948年史達林所編寫的版本。